# Heinrich Gerhard Post
Heinrich Gerhard Post (* 4. Mai 1754 in Bremen; † 7. November 1825 in Bremen) war ein deutscher Jurist und Archivar in Bremen.

## Biografie
Post stammte aus der alten Bremer Familie Post bzw. von Post, die vier Archivleiter in Bremen stellte. Er war der Sohn vom Archivar Simon Hermann Post (1724–1808) und Margarethe von Post, geb. Schumacher (1732–1810). Er besuchte vermutlich das Gymnasium in Bremen. Von 1797 bis 1825 (†) leitete er als Senats-Secretär das Bremer Archiv als Nachfolger von Johann Abraham Ahasverus. Ihm folgte als Archivar Gerhard Caesar. Post gelang es Anfang des 19. Jahrhunderts, die gesamte Originalkorrespondenz der bremischen Gesandtschaft in Wien aus der Zeit des Dreißigjährigen Krieges von einem Krämer für das Archiv zu sichern; Schriftstücke die als Verpackungsmaterial für Seide genutzt werden sollten.
Post war verheiratet mit Gebecca von Post, geb. Schöne (1762–1821); beide hatten fünf Kinder. Der Vater von Gebecca, der Richter Otto Christian Schöne, vererbte das große Gut Riensberg 1792 der Tochter und dem Schwiegersohn Heinrich Gerhard Post, womit das Gut bis 1913 im Eigentum der Familie von Post verblieb und deshalb auch als Postenhof bzw. Postscher Hof bekannt war.